# Calle de las Monjas
La calle de las Monjas, también conocida como calle Monjas o callejón de las Monjas, es una vía pública de la ciudad española de Albacete.

## Historia
En 1523 la comunidad religiosa femenina franciscana se instaló en la vía, fundando el convento de Franciscanas de la Encarnación a partir de un antiguo beaterio abierto a finales del siglo XV.
En 1843 el convento se convirtió en presidio correccional. Desde 1844 albergó la Casa de Maternidad y entre 1959 y 1972 fue la sede de la iglesia de la Asunción.

## Características
La calle de las Monjas es una vía peatonal situada en el centro de la capital. Comienza su recorrido en el cruce con la calle Zapateros y, discurriendo en dirección oeste-este, finaliza en la calle Padre Romano.